# Fútbol en acción
Fútbol en acción era el nombre de una serie de dibujos animados estrenada en 1981, por Radio Televisión Española. Los capítulos tenían una duración de 20 minutos y el personaje central era "Naranjito", Mascota Oficial de la Copa Mundial de Fútbol de 1982 que se celebró en España.
La serie tuvo una duración de 26 episodios que cubrieron las aventuras de la mascota en el Mundial de Fútbol de la FIFA del año 1982 en España. Naranjito iba acompañado de otros personajes, como su compañera Clementina, su primo Citronio y el robot moviola Imarchi. Entre los personajes malvados se encontraban el villano Zruspa y sus hijos, los Cocos.

## Argumento
La serie comienza con los segmentos de la final del Mundial Argentina 1978.
En los primeros capítulos Naranjito y el robot Imachi enseñan  a los espectadores la historia del fútbol y sus reglas. Dichas explicaciones son saboteadas por Zruspa, a quien le gusta hacer trampas en el fútbol. Esta primera parte cuenta con entrevistas de Alfredo Di Stefano, donde explica sus experiencias y cómo entrenarse para jugar al fútbol.
En el capítulo 6 empieza la segunda parte de la serie. Zruspa, indignado de no poder hacer trampas, se ha apoderado de las filmaciones de la historia de los Mundiales y amenaza con destruirlas. Naranjito y sus amigos recorren los países donde se realizaron los Mundiales para recuperarlas. En esta segunda parte hay narraciones de los partidos por Matías Prats.
Una vez recuperadas las cintas por Naranjito, Zuspra intenta sabotear todas ciudades elegidas para el Mundial España 82. En los episodios se pueden ver filmaciones turísticas de las ciudades.
Tras un intento fallido de hacer invisible la ciudad de Madrid, Zruspa queda invisible de forma permanente, con lo que deberá dedicar su vida a encontrar un antídoto. Antes de que Naranjito y sus amigos se despidan de los espectadores, uno de los esbirros de Zruspa dice que volverán, alegando que será cuando España organice otro Mundial.

### Animación
Se optó por una coproducción de BRB Internacional, Nippon Animation, Televisión Española. También hubo capítulos o animaciones desarrolladas por Equip Productions.

### Música
En 1981 dos de los miembros del grupo español Los Relámpagos son contratados para hacer la banda sonora de la serie, bajo el mismo título 'Fútbol en acción'.

### Actores de voz
El doblaje en español cuenta con la voz de Matías Prats como comentarista.

### Difusión
La serie fue vista los sábados por la tarde de 1982 en Tve1.
También fue emitida en Portugal por C1 subtitulada.
En Francia, la serie fue vista en France 3 bajo el título "Onze Une pour Coupe".
En Italia fue emitida por Canale 5 bajo el título de "Naranjito"
También hay registro de la serie en Latino-América.

### Formato Casero
La serie nunca fue repuesta en TV, sin embargo hubo una colección de videocasetes VHS y Betamax. Algunos de ellos fueron difundidos en comunidades de descarga en línea. Sólo Francia publicó en 2013 la serie en su totalidad en DVD. Dicha Colección tenía 4 capítulos en español como reemplazo a los capítulos perdidos de la versión francesa. Hasta la fecha España no ha tenido alguna publicación o reposición en streaming.
| Personaje        | Actor de voz original · España | Actor para Francia |
| ---------------- | ------------------------------ | ------------------ |
| Naranjito        | Amelia Jara                    | Jackie Berger      |
| Zruspa           | Fernando Mateo                 |                    |
| Clementina       | Marisa Marco                   | Céline Monsarrat   |
| Secuaz de Zruspa | Luís Marín                     |                    |
| Comentarista     | Matías Prats                   |                    |
| Locutor de TV    | Juan Lombardero                |                    |

## Episodios
La serie consta de 26 episodios. 
RTVE los estrenó en TVE-1 los sábados a las 15:35 horas entre el 5 de diciembre de 1981 y el 12 de junio de 1982. El último episodio se emitió un día antes a la inauguración del Mundial 82.
| Capítulo | Título                                  | Fecha de Emisión en TVE-1 |
| -------- | --------------------------------------- | ------------------------- |
| 1        | Las reglas del juego (1ª parte)         | 5 de diciembre de 1981    |
| 2        | Las reglas del juego (2ª parte)         | 12 de diciembre de 1981   |
| 3        | Con el reglamento en la mano            | 19 de diciembre de 1981   |
| 4        | Con el reglamento en la mano (2ª parte) | 26 de diciembre de 1981   |
| 5        | Historia y orígenes del fútbol          | 2 de enero de 1982        |
| 6        | Uruguay - Italia                        | 9 de enero de 1982        |
| 7        | Francia                                 | 16 de enero de 1982       |
| 8        | Brasil (1ª parte)                       | 23 de enero de 1982       |
| 9        | Brasil (2ª parte)                       | 30 de enero de 1982       |
| 10       | Suiza                                   | 10 de febrero de 1982     |
| 11       | Suecia                                  | 13 de febrero de 1982     |
| 12       | Chile (1ª parte)                        | 20 de febrero de 1982     |
| 13       | Chile (2ª parte)                        | 27 de febrero de 1982     |
| 14       | Inglaterra (1ª parte)                   | 6 de marzo de 1982        |
| 15       | Inglaterra (2ª parte)                   | 13 de marzo de 1982       |
| 16       | México (1ª parte)                       | 20 de marzo de 1982       |
| 17       | México (2ª parte)                       | 27 de marzo de 1982       |
| 18       | Alemania (1ª parte)                     | 3 de abril de 1982        |
| 19       | Alemania (2ª parte)                     | 10 de abril de 1982       |
| 20       | Argentina (1ª parte)                    | 17 de abril de 1982       |
| 21       | Argentina (2ª parte)                    | 24 de abril de 1982       |
| 22       | Vacaciones merecidas                    | 15 de mayo de 1982        |
| 23       | El antídoto                             | 22 de mayo de 1982        |
| 24       | Un buen asado                           | 29 de mayo de 1982        |
| 25       | La Cremá                                | 5 de junio de 1982        |
| 26       | De Madrid al Cielo                      | 12 de junio de 1982       |